# Jequitinhonha (1854)
La corbeta a vapor Jequitinhonha fue un navío de la Armada del Imperio del Brasil que sirvió en la Guerra de la Triple Alianza. 

## Historia
Buque mixto construido en Inglaterra con aparejo de corbeta era impulsado por una máquina de vapor con una potencia de 130 HP. Su eslora era de 53.34 m, manga de 7.92 m y un calado de 3.81 m, con un desplazamiento de 637 t. Montaba 6 cañones de 32 en batería y otro de 38.
Recibió el nombre Jequitinhonha, primer y único buque de esa armada en llevar ese nombre, en homenaje al río Jequitinhonha que recorre los estados de Minas Gerais y Bahía. 
Tras partir de Londres y previa escala en Lisboa y San Vicente, el 25 de septiembre de 1854 arribó a Recife siendo incorporada a la marina imperial al mando del capitán de fragata Joaquim Raimundo De Lamare.
Al producirse la invasión brasileña al Uruguay, al mando del capitán teniente Joaquim José Pinto, integró la división naval comandada por el capitán de mar y guerra Francisco Pereira Pinto, barón de Ivinheima. 
El 24 de agosto de 1864 participó de la persecución del vapor uruguayo Artigas y el 7 de septiembre del Villa del Salto.
En noviembre de 1864 encabezó las fuerzas navales brasileñas durante el exitoso Sitio de Salto y a fines de ese año participó del bloqueo y bombardeo de Paysandú.
Tras el estallido de la Guerra del Paraguay, el 30 de abril de 1865 partió de Buenos Aires integrando la división al mando del almirante Francisco Manuel Barroso da Silva, Barón de Amazonas, comandante de la fuerza naval imperial contra los paraguayos, que estaba compuesta también por la fragata Amazonas, buque insignia, las corbetas Beberibe, Belmonte y Parnahyba y por las cañoneras Araguary, Mearim, Ipiranga y Iguatemy. 
La escuadra imperial subió el río Paraná a fin de bloquear a la escuadrilla paraguaya en "Tres Bocas", la confluencia de los ríos Paraguay y Paraná.
El 10 de junio de 1865, la flota paraguaya estaba anclada en el río Paraguay, cerca de Humaitá.
Al mando del capitán de fragata Pedro Ignacio Mesa, a bordo del buque insignia Tacuarí (José María Martínez), estaba compuesta por los vapores Ygureí al mando del entonces teniente Remigio Del Rosario Cabral Velázquez, segundo de la escuadra, del Marquês de Olinda (teniente Ezequiel Robles), el Paraguarí (teniente José Alonso), Jejuí (teniente Aniceto López), Yporá (Domingo Antonio Ortiz), Salto Oriental (teniente Vicente Alcaraz) e Yberá (teniente Pedro Victorino Gill) y Pirabebe (teniente Tomás Pereira), y tres chatas artilladas.
La escuadra brasileña permanecía cerca de sus adversarios, surta sobre la costa del Chaco en las cercanías de la isla Barranquera. 
La flota paraguaya recibió órdenes de atacarla. Dada la superioridad de las fuerzas brasileñas, la única posibilidad de Mesa residía en la sorpresa. El plan era partir en las primeras horas de la madrugada río abajo con los motores apagados y las calderas encendidas y apenas sobrepasados los buques brasileños, retroceder y abordarlos. Pero desperfectos en la Yberá demoraron la partida hasta las 09:00 de la mañana del día 11 y el avance resultó más lento de los esperado por la necesidad de remolcar las chatas artilladas, por lo que la escuadra arribó a media mañana y fue detectada tempranamente por el Mearim por la escuadra imperial dándoles tiempo de prepararse y calentar calderas.

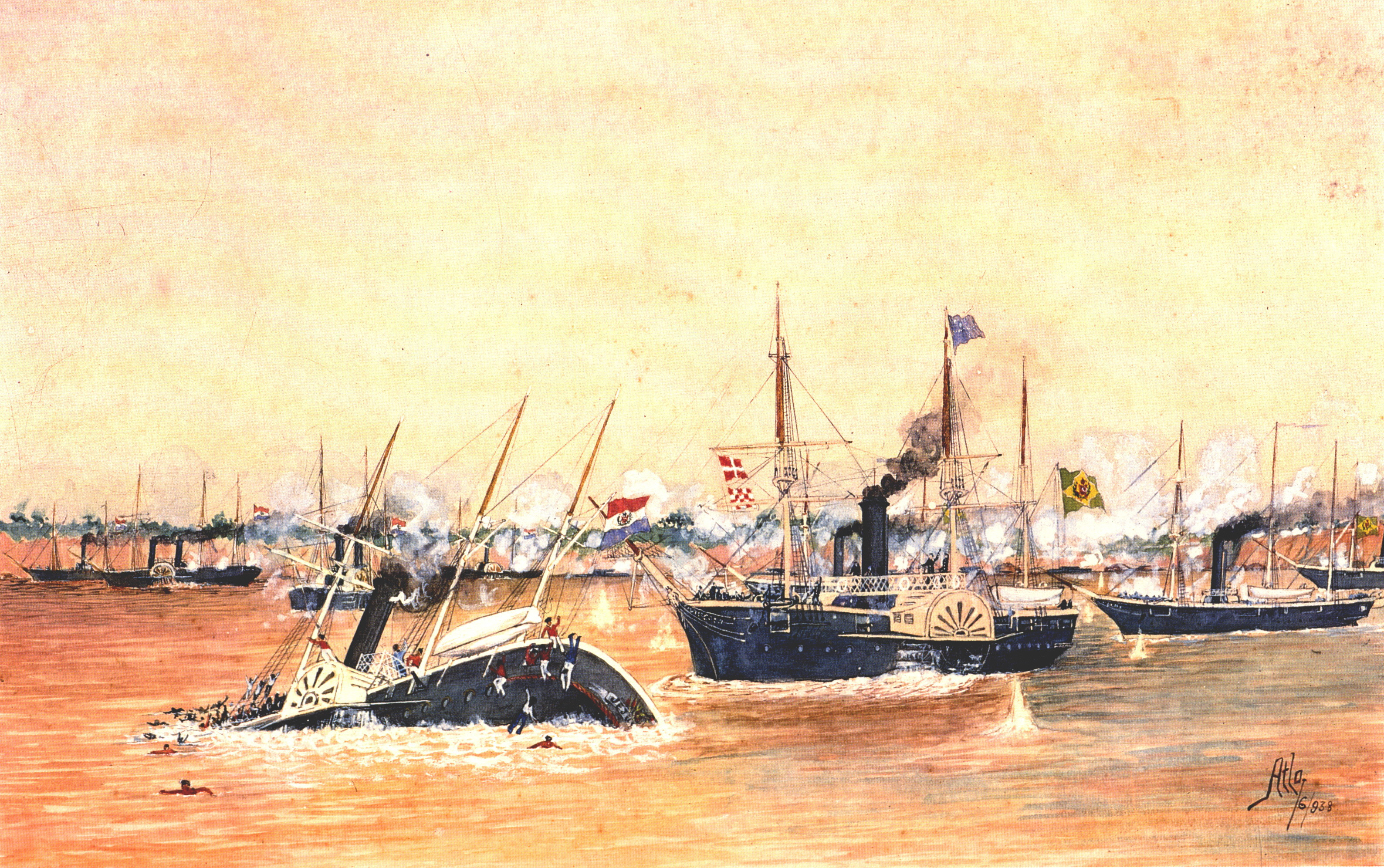
Batalla del Riachuelo.

La escuadra brasileña estaba compuesta de dos divisiones con un total de 9 navíos y 1.113 hombres.
La Jequitinhonha era buque insignia de la 3° División comandada por el capitán de mar y guerra José Secundino de Gomensoro, mientras que la Amazonas actuaba como insignia de la escuadra y de su 2° División.
Mesa desechó el abordaje y abrió fuego, que fue respondido por la escuadra imperial. El Jejuí recibió graves daños al igual que las chatas, por lo que los paraguayos se refugiaron en el Riachuelo protegidos por las baterías de tierra y la fusilería de la infantería. 
El almirante Barroso hizo transmitir por señales a sus buques tres frases que serían célebres en la historia naval brasilera: "Brasil espera que cada hombre cumpla con su deber", "Atacar y destruir al enemigo tan cerca como sea posible" y "Mantener el fuego que la victoria es nuestra".
Su escuadra se dirigió entonces hacia el Riachuelo, pero el Amazonas se desvió de su rumbo seguido por el Jequitinhonha. El Belmonte quedó entonces adelantado de la línea bajo fuego cerrado de los paraguayos que le produjeron serias averías y lo obligaron a embicarse sobre la costa de la isla Cabral.

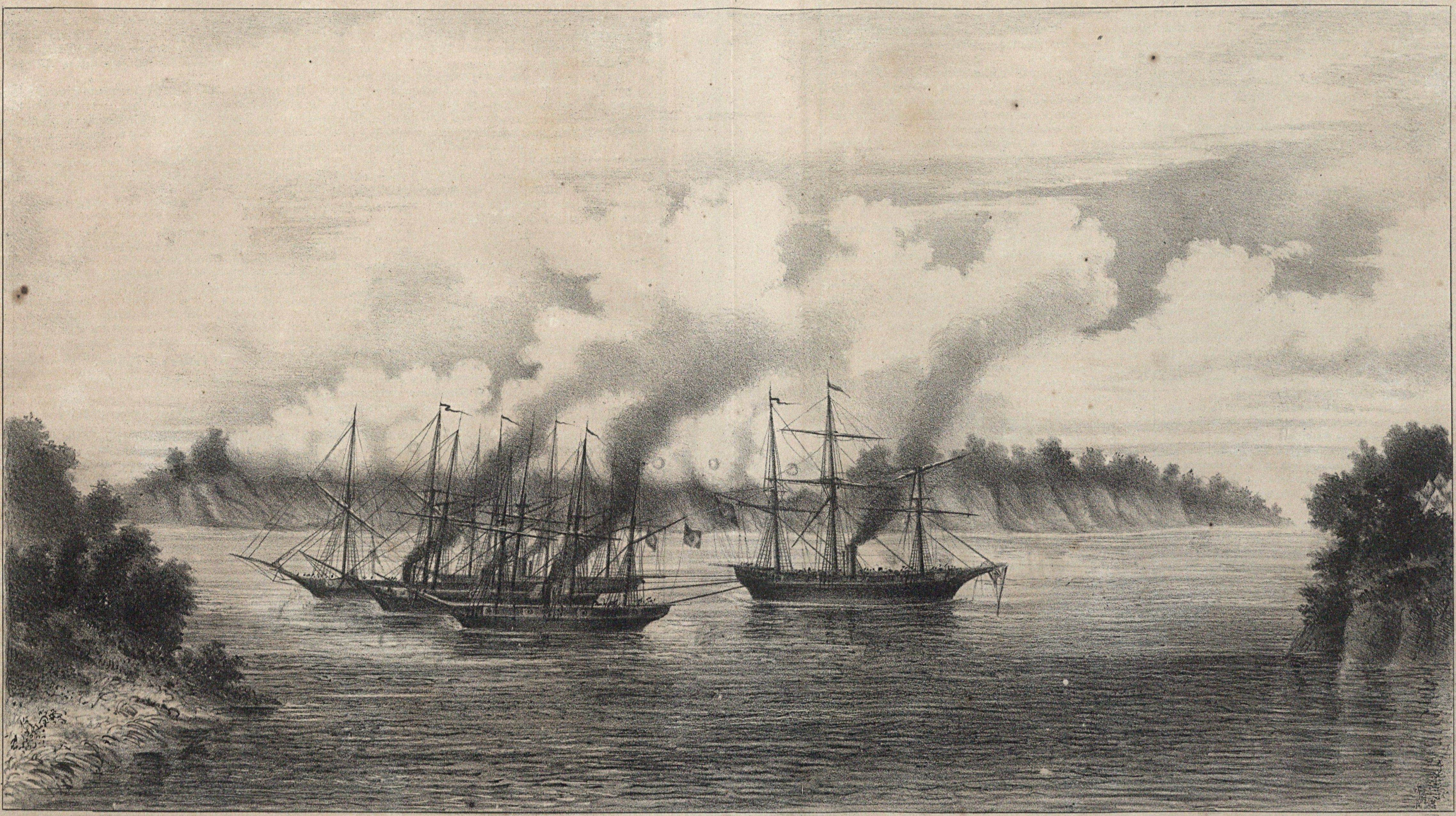
Episodio del 13 de junio de 1865 (Batalla Naval del Riachuelo): Los vapores Ipiranga, Mearim, Araguary y Iguatemy, trabajando en reflotar el Jequitinhonha.

El Amazonas regresó rápidamente a su posición pero esta vez fue la Jeiquitinhonha la que quedó varada bajo el fuego enemigo de dos baterías. 
Mientras la escuadra brasileña seguía de largo río abajo hasta la isla Palomera para entonces retomar río arriba, el Parnahyba retrocedió en auxilio de la Jequitinhonha, pero el Tacuarí, el Marquês de Olinda, el Salto Oriental y el Paraguari dejaron la costa y se lanzaron contra el Parnahyba, que llegó a ser abordado por los tres primeros.
Pese a la resistencia de los marineros y la tropa que "peleaban solos, pues al retirarse el comandante a la sala de armas le siguieron todos los oficiales.", las tropas del batallón 6º Nambi´i del Salto consiguieron afianzar su posición en el buque. Cuando la caída era inminente "llegó la Amazonas, y demás buques y nos salvaron. Guastavino fue nuestra providencia, porque él aviso al Almirante que la Parnahiba estaba abordada y que era preciso ir sobre los enemigos. Y es posible ir? dijo Barroso refiriñendose al río - Si señor, y allá vamos, dijo Guastavino, cargando el timón". 
Tras sufrir en combate 8 muertos y 33 heridos, cerca de un 30% de bajas, la Jeiquitinhonha consiguió ser evacuada. Finalmente el Amazonas dio vuelta el resultado del combate asegurando la victoria brasileña. El 13 de junio, juzgando que resultaba imposible zafar la nave de su varadura fue incendiada para evitar su captura por la infantería paraguaya que aún controlaba la zona, quienes pese a eso consiguieron desmantelar el buque tras el retiro de la escuadra.